# Wild (EP de Troye Sivan)
Pour les articles homonymes, voir Wild.
Albums de Troye Sivan
TRXYE
(2014) Blue Neighbourhood
(2015)
Singles
1. Wild
Sortie : 3 septembre 2015
2. Fools (promotionnel)
Sortie : 25 septembre 2015

Wild est le quatrième (et deuxième édité par un major) EP du chanteur australien Troye Sivan, sortie le 4 septembre 2015 en CD et en téléchargement numérique sous les labels EMI Music et Capitol Records.
Cet EP sert d'introduction au premier album du chanteur, Blue Neighbourhood, et contient des chansons qui seront sur la version classique et/ou deluxe de l'album.

## Caractéristiques

### Écriture et thèmes
La réalisation de l'EP est un peu différente de son précédent disque TRXYE. Sivan sait avec qui il veut travailler et passe du temps avec les personnes choisies pour réaliser et écrire l'EP ainsi que son futur album.
L'amour homosexuel est le thème principal de l'EP. Avec le clip de la chanson Wild, Sivan met en avant une histoire d'amour entre deux garçons. Il essaie de faire changer le regard sur les relations amoureuses homosexuelles et les faire accepter.

## Promotion
Le 25 juillet 2015, Troye Sivan annonce la sortie de son deuxième EP édité par un major lors de la VidCon se déroulant au Anaheim Convention Center en Californie. Il décrit cet EP comme une ouverture de six chansons qui permettra d'introduire son public à la musique qu'il prépare pour son futur album.
Le 20 août 2015, Troye annonce que l'EP sera accompagné d'une trilogie de clips vidéos, intitulé Blue Neighbourhood, pour illustrer les chansons.

## Accueil

### Accueil commercial
Le 20 août 2015, Troye Sivan annonce l'ouverture des pré-commandes pour l'EP en version CD et digitale. Quelques heures après l'EP se retrouve dans le top dix de 57 pays sur iTunes et devient même numéro un dans 33 pays.

## Liste des titres
| No | Titre                    | Auteur                                                                            | Durée |
| -- | ------------------------ | --------------------------------------------------------------------------------- | ----- |
| 1. | Wild                     | Troye Sivan, Alex Hope                                                            | 3:48  |
| 2. | Bite                     | Troye Sivan, Bram Inscore, Brett McLaughlin, Allie X                              | 3:06  |
| 3. | Fools                    | Troye Sivan, Alex Hope, Philip "Pip" Norman                                       | 3:40  |
| 4. | Ease (feat. Broods (en)) | Troye Sivan, Georgia Nott, Caleb Nott                                             | 3:34  |
| 5. | The Quiet                | Troye Sivan, Dann Hume                                                            | 3:46  |
| 6. | DKLA (feat. Tkay Maidza) | Troye Sivan, Alex Hope, Jean-Christophe Capotorto, Alex Jia-Lih Hiew, Tkay Maidza | 4:16  |

## Classements hebdomadaires
| Classement (2015)             | Meilleure position |
| ----------------------------- | ------------------ |
| Australie (ARIA)              | 1                  |
| Autriche (Ö3 Austria Top 40)  | 17                 |
| Canada (Canadian Albums)      | 6                  |
| Danemark (Tracklisten)        | 7                  |
| États-Unis (Billboard 200)    | 5                  |
| France (SNEP)                 | 128                |
| Irlande (IRMA)                | 5                  |
| Italie (FIMI)                 | 48                 |
| Nouvelle-Zélande (RIANZ)      | 3                  |
| Portugal (AFP)                | 27                 |
| Royaume-Uni (UK Albums Chart) | 5                  |
| Suède (Sverigetopplistan)     | 11                 |
| Suisse (Schweizer Hitparade)  | 29                 |